# Hermandad de la Esperanza (Córdoba)
La Ilustre y Venerable Hermandad y Cofradía de Nazarenos de Nuestro Padre Jesús de las Penas y María Santísima de la Esperanza, es una Hermandad de culto católico de la ciudad de Córdoba. Tiene su sede canónica en la Iglesia de San Andrés Apóstol y realiza su Estación de Penitencia  en la tarde-noche del Domingo de Ramos.

## Historia
El día 15 de agosto de 1939, festividad de la Asunción de la Virgen María, se produce la reunión fundacional en la que se redactan los primeros Estatutos de la «Piadosa Hermandad y Cofradía de Penitencia del Santo Cristo de la Sentencia y María Santísima de la Esperanza», quedando establecida canónicamente desde ese momento en la Iglesia de Santa Marina de Aguas Santas. Estaba estipulado que la salida procesional tendría lugar en la madrugada del Viernes Santo, pero desde su primera salida en 1940 lo haría ya en la jornada del Domingo de Ramos. En esta primera salida lo hizo una talla mariana anónima, propiedad de Rafael Rodríguez Ortega, quien durante el año la guardaba en su domicilio. Dicha imagen gozaba de devoción entre las personas de etnia gitana de la ciudad, de ahí que fuera conocida como «la Gitana». Ésta procesionaría por última vez el Domingo de Ramos de 1946, pues el 16 de febrero de 1947 tuvo lugar la bendición de la nueva obra mariana de la Hermandad, encargada al imaginero cordobés Juan Martínez Cerrillo. Ya en la Estación de Penitencia de 1950 realizaría por primera vez su salida bajo palio.
Fue el 27 de marzo del año 1954 cuando se bendijo la imagen de Nuestro Padre Jesús de las Penas, aunque su primera salida no se produciría hasta 1958 con motivo de la grabación de la película Soledad, de 1959. Esta salida la realizó sobre el paso del Santísimo Cristo de la Expiración, de la Hermandad homónima. Gracias al cobro que realizó la Hermandad por la cesión de sus imágenes pudo costearse la realización de un paso para el Señor, que sería estrenado al año siguiente.
En 1977 la hermandad crea su primera cuadrilla de costaleros y se traslada hasta su actual sede. Sería en 1981 cuando la Hermandad se hace con los servicios de la Banda de Antidio, procedente de la Hermandad de la Oración en el Huerto, pasando la corporación musical a recibir el nombre de la Titular mariana de la Hermandad: Banda de Música de María Santísima de la Esperanza.
En 1990 se conmemora el cincuentenario de la hermandad, con una exposición en la Diputación denominada “Medio Siglo de Esperanza: Exposición 50 Aniversario”. Ese año se plantea la realización de un paso de misterio que vería la luz en 1993, siendo encargadas las figuras al imaginero Antonio Bernal. La primera fase del dorado se estrenó en el año 1996.
Con motivo del cincuentenario de la imagen de la Virgen, en 1997 se lleva a cabo un ciclo de conferencias y una salida extraordinaria el 11 de octubre de dicho año, estrenando palio de malla lisa, al que en 2002 se recuperaría la crestería de guadamecí.
El aniversario del Señor tuvo lugar en 2004, año en el que presidió el Vía Crucis de la Agrupación de Cofradías sobre el histórico paso de guadamecí; además se completó el paso de misterio y se celebraron conferencias y una exposición titulada “Nuestro Padre Jesús de las Penas en la Córdoba de los años cincuenta”. Finalmente, el 16 de octubre tuvo lugar la Salida Extraordinaria del Señor sobre su paso de misterio desde la Casa de Hermandad de la corporación. 

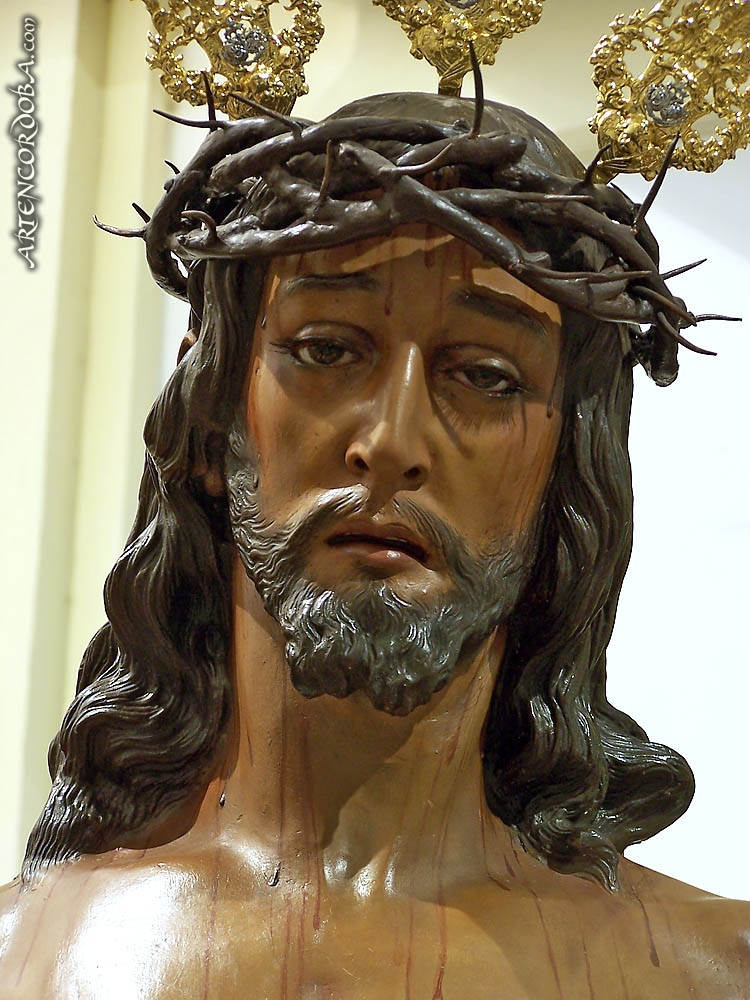
Nuestro Padre Jesús de las Penas, «el Gitano».

El año 2013 se aprobó el nuevo Reglamento de Régimen Interno y la Hermandad participó en el Vía Crucis Magno de la Fe procesionando a Nuestro Padre Jesús de las Penas sobre su paso de misterio para representar la III Estación: Jesús ante el sanedrín. 
Con motivo del LXXV Aniversario Fundacional, la Hermandad llevó a cabo una serie de actos en 2014, como la bendición de un azulejo en la Cuesta del Bailío, conciertos, conferencias, una exposición, y una Salida Extraordinaria con los dos Titulares el 17 de octubre de 2015. Sin embargo, esta última fue suspendida a causa de la lluvia.  
En el año 2018, con motivo del cambio de la Carrera Oficial al entorno e interior de la Mezquita-Catedral, la Hermandad se vio obligada a suprimir la Cuesta del Bailío del itinerario de su Estación de Penitencia, siendo la última Cofradía en hacerlo. Al año siguiente, la corporación participaría en el mes de septiembre en la Magna Exposición Nazarena: «Por tu cruz redimiste al mundo», siendo procesionado de nuevo su Titular cristífero sobre su paso procesional. No obstante, si bien en la procesión de ida a la Santa Iglesia Catedral recibió los sones de su acompañamiento musical habitual de cada Domingo de Ramos, la Agrupación Musical de Nuestro Padre Jesús de la Pasión de Linares, en la procesión de vuelta fue acompañado por la propia banda de la Hermandad: la Banda de Música de la Esperanza.
En 2021, la corporación estrenó la nueva corona de María Santísima de la Esperanza, diseñada por Rafael de Rueda siguiendo el lenguaje regionalista, ejecutada por Emilio León. Ese mismo año se presentó un proyecto de Gonzalo Navarro Ambrosio para un nuevo palio, siguiendo un discurso iconográfico en torno a la expectación del parto de la Virgen. El cual se realizaría combinando terciopelo verde y malla. Dicho proyecto se encarga al taller de bordados Sucesores de Elena Caro (Sevilla).
Tras la pandemia, en el año 2022, la Hermandad recobró plenamente su actividad cultual celebrando el 75 aniversario de la bendición de María Santísima de la Esperanza. Para la celebrar dicho acontecimiento la Hermandad dispuso un amplio programa de actos entre los que se pueden destacar el pregón a cargo de Luis Miranda, la presentación del cartel realizado por Daroal, la solemne eucaristía de acción de gracias presidida por el Obispo de la ciudad, Monseñor Demetrio Fernández, un ciclo de conferencias o la exitosa exposición “75 año de Esperanza. La Virgen de la Esperanza en Córdoba” celebrada entre los días 21 de septiembre y 2 de octubre en la sede la Fundación Cajasol de Córdoba. Como culmen de estos actos conmemorativos la Hermandad celebró de manera extraordinaria los cultos anuales del mes de diciembre en la Parroquia de Santa Marina de Aguas Santas, sede donde se fundo la Hermandad y se bendijo la dolorosa. El día 10 de diciembre, desafiando a las inclemencias meteorológicas, la Virgen de la Esperanza procesionó por las calles de Córdoba de forma extraordinaria, en su paso pero sin palio, acompañada por su Banda de Música y recorriendo un itinerario por el que, de nuevo, la Virgen de la Esperanza descendió por la popular Cuesta del Bailío y las calles del barrio de Santa Marina.
En el año 2025 la Hermandad comienza a ver hecho realidad el sueño de dotar a su titular de un palio digno a la altura y con la riqueza que merece la Virgen de la Esperanza. El Domingo de Ramos de dicho año se produce el estreno de la bambalina frontal del nuevo palio, realizada por los Talleres de Sucesores de Caro bajo diseño de Gonzalo Navarro.
Igualmente, con motivo del Año Jubilar de la Esperanza proclamado por el Papa Francisco y celebrado a lo largo del 2025, la imagen de María Santísima de la Esperanza es invitada, como no podía ser de otra manera, para formar parte del Vía Crucis Magno que se celebrará el próximo 11 de octubre.

## Sagrados Titulares

### Nuestro Padre Jesús de las Penas
Es obra del escultor cordobés Juan Martínez Cerrillo, restaurado por él mismo en 1981. Se trata una imagen de vestir, de tez oscura y mirada baja que manifiesta cansancio y abandono. Se presenta con la túnica blanca remangada casi a la altura de la cintura. Representa el momento posterior a la sentencia, cuando Jesús se dispone a coger la Cruz. Completan la escena dos esclavos, dos romanos y un miembro del sanedrín, obra de Antonio Bernal Redondo. Es conocido popularmente como el Gitano.

### María Santísima de la Esperanza
Es una dolorosa de candelero de vestir tallada por Martínez Cerrillo en 1947, presenta rostro pequeño y redondo, rasgos juveniles, cejas marcadas, ojos elegantemente entreabiertos, entre otros detalles. Fue restaurada por Antonio Bernal en 2011.

## Sede
|                                                       |
| Iglesia de Santa Marina de Aguas Santas (1939 - 1977) |

|                                                   |
| Iglesia de San Andrés Apóstol (1977 - Actualidad) |

## Música
- Primer paso. Agrupación Musical Nuestro Padre Jesús de la Pasión (Linares, Jaén)
- Segundo paso. Banda de Música María Santísima de la Esperanza (Córdoba)

### Patrimonio Musical

#### Para Agrupación Musical
- Consuelo de mis Penas. Javier Romero, 1995.
- Camino del Calvario. Javier Romero y Joaquín Rodríguez, 1999.
- De tus Penas, Soleares. Juan Luis del Valle Pérez, 2003.
- Mi niña Gitana. Antonio Moreno Pozo, 2005.
- Señor de los Gitanos. Francisco J. Carrasco Benítez, 2007.
- Ujarares.  Francisco J. Ortiz Morón, 2015.
- Duquelas de un Dios Gitano. Pedro Manuel Pacheco Palomo, 2018.
- Gitano. Cristóbal López Gándara, 2022.

#### Para Cornetas y Tambores
- Gitano de mi Esperanza. José Luis Jurado González, 2001.
- Devoción. Álvaro López Morcillo, 2002.
- Pasión Cordobesa. Álvaro López Morcillo, 2002.

#### Para Banda de Música
- Nuestra Señora de la Esperanza. Luis Bedmar Encinas, 1959.
- Esperanza Cordobesa. Rafael Ramírez Caballero, 1989.
- Esperanza Gitana. Álvaro López Morcillo, 2001.
- Tras tu Verde Manto. Rafael Wals Dantas, 2006.
- La Esperanza. José de la Vega Sánchez, 2008.
- Reina de Esperanza. Rafael Ramírez Caballero, 2008.
- María Santísima de la Esperanza. Pedro Morales Muñoz, 2008.
- Esperanza. José Juan Gámez Varo, 2010.
- Spes Nostra Salve. Alfonso Lozano Ruiz, 2010.
- La Esperanza de María. Rafael Wals Dantas, 2010.
- Una Oración a la Virgen. José Manuel Bernal Montero, 2011.
- Esperanza y Dulzura. Francisco Jesús Flores Matute, 2012.
- Aires de Esperanza. Pablo Martínez Recio, 2015.
- He ahí la Esperanza. Rafael Wals Dantas, 2015.
- En tus Penas, mi Esperanza. Alejandro Huete Sánchez, 2015.
- Esperanza. Cristóbal López Gándara, 2016.
- Virgen de la Esperanza. Eusebio Jiménez Tejada, 2021.
- La Esperanza de Córdoba. David Hurtado Torres, 2022.
- Madre de la Esperanza. Antonio David Rodríguez, 2022.

#### Para Capilla
- Jesús de las Penas. Diego Luis León Ramírez, 2005.
- Lacrimosa. Francisco Javier León Ramírez, 2005.
- Penas. Alfonso Lozano Ruiz, 2012.
- Motete al Señor de las Penas. Rafael Wals Dantas, 2013..[7]

## Paso por la Carrera Oficial
| Predecesor: La Vera Cruz | Orden de entrada en la carrera oficial (Domingo de Ramos) Quinto lugar | Sucesor: El Amor |